# Tilde Capomazza
Tilde Capomazza (Pozzuoli, 26 ottobre 1931 – Genova, 1º febbraio 2018) è stata una regista televisiva italiana.
È nota per il suo programma settimanale Si dice donna, in onda su Rai 2 dal 1977 al 1981.

## Biografia
È stata redattrice di diversi giornali della Federazione universitaria della gioventù cattolica ed ha insegnato in diverse scuole del Nord Italia. È stata inoltre direttrice della Rivista Cattolica e collaboratrice di Unione Donne di Azione Cattolica.
Nel 1966 si è formata come programmatrice e documentarista per la RAI, che l'ha poi assunta definitivamente all'inizio degli anni '70.
Ha fondato a Roma nel 1975, con Ida Magli e Annarita Buttafuoco, sua compagna di vita, la rivista DWF donnawomanfemme: la prima rivista italiana dedicata agli studi storici e socioantropologici femministi.
Nel 1977 ha realizzato la trasmissione Si dice donna, programma rivoluzionario sostenuto da Massimo Fichera, primo direttore di Rai 2 dopo la riforma del 1975. Si dice donna affrontava per la prima volta la società italiana dell'epoca con uno sguardo femminista. Parteciparono alla trasmissione anche Biancamaria Frabotta, Alessandra Bocchetti, Ida Farè, Daniela Colombo, Annamaria Guadagni, Fiamma Nirestein, Paola Piva, Maricla Tagliaferri, Mariella Gramaglia e Sofia Scandurra. Il progetto televisivo terminò bruscamente nel 1981.
Tilde Capomazza scelse la pensione anticipata, ma continuò la sua attività editoriale femminista.
Con Marisa Ombra (partigiana e presidente, negli anni '70, della cooperativa editrice della rivista Noi Donne) scrisse nel 1987: "8 marzo: storia, miti, riti della giornata internazionale della donna", poi nel 2009: "8 marzo: una storia lunga un secolo".
Nel 2016, ha pubblicato con la casa editrice Harpo la sua biografia dal titolo: "Tivvù, passione mia". 
A 2 anni dall'uscita del suo libro, Tilde Capomazza si è spenta a Genova il 1º febbraio 2018, all'età di 86 anni. 

## Opere
- 8 marzo: racconto, miti, riti della giornata internazionale della donna, Roma, Utopia, 1987
- Si dice donna. Dossier della trasmissione televisiva (1977-1981), Roma, Unione Femminile Nazionale, 2002[5]
- 8 marzo: una storia lunga un secolo, Pavona di Albano Laziale: Iacobelli, 2009
- Tivvù, passione mia, Roma, Harpo, 2016